# Music from Two Basses
Music from Two Basses ist ein Musikalbum der beiden Kontrabassisten Dave Holland und Barre Phillips. Die am 15. Februar 1971 in Ludwigsburg entstandenen Studioaufnahmen erschienen im Mai desselben Jahres als LP auf ECM Records. Die CD erschien 2005.

## Hintergrund
Produzent Manfred Eicher, der zuvor selbst Kontrabassist im Jazzbereich war, lud für die elfte Produktion des ECM-Labels mit Holland und Phillips zwei der führenden Bassisten ein, obgleich auch 1971 die Idee eines Albums mit improvisierten Bass-Duos kommerziell nicht sehr attraktiv war. Zu jener Zeit spielte der Amerikaner Barre Phillips in Europa mit John Surman und Stu Martin in The Trio, der Brite Dave Holland mit Chick Corea, Anthony Braxton und Barry Altschul im Quartett Circle. Es wird vermutet, dass Music from Two Basses das erste Album des Jazz ist, auf dem zwei Kontrabassisten ohne Begleitung agierten.
Tontechniker der Aufnahme im Tonstudio Bauer waren Kurt Rapp und Martin Wieland.

## Titelliste
- Dave Holland / Barre Phillips – Music from Two Basses (ECM)[4]

1. Improvised Piece I   (Holland/Phillips)  10:32
2. Improvised Piece II (Holland/Phillips) 7:50
3. Beans (Phillips) 3:05
4. Raindrops (Holland) 4:10
5. May Be I Can Sing It for You (Phillips) 1:44
6. Just a Whisper (Holland)  4:54
7. Song for Clare (Holland) 4:54

## Rezensionen
Thomas Fitterling erinnerte sich in Rondo angesichts der CD-Edition an die Erstausgabe als LP: „Wer die Music from Two Basses erwarb, dem wuchs sie alsbald ans Herz. Wieder und wieder drehte sich die LP auf dem Plattenteller; geduldig wurde auf die Passagen gewartet, wo nach bohrend friggeligen Free-Jazz-Dialogen betörende Motive aufstiegen, die von Liebe und Frieden sangen – und das alles weit entfernt von jeglichem Kitschverdacht.“ Nun könne „die Sternstunde von einst“ ohne Knistern und Knacksen wieder gehört werden. Und die Magie des Albums wirke immer noch. Man spüre beinahe den Engel, der im „Improvised Piece I“ durch das Studio gegangen sein müsse, und mit einem herrlich aufsteigenden hymnischen Motiv dem mitunter verstörenden, gegenseitig tastenden Suchen den Weg gewiesen hätte. „Die Miniaturen, die pointillistisch in der Schwebe bleiben, offenbaren jetzt mehr als einst ihre innere Logik.“ Dabei sei das abschließende Stück „Song for Clare“ ein großartiger und auf großartige Weise schlicht inszenierter Love Song.
Auch für Peter Marsh, der das Album für die BBC besprach, ist Music for Two Basses ein schönes Album von zwei Meistern des Instruments, weit mehr als nur ein historisches Dokument, sondern „ein Muss für Liebhaber der tiefen Töne.“ Auf den beiden ersten, improvisierten Stücke würden sich Holland und Phillips sowohl als meisterhafte Spieler erweisen als auch (was noch wichtiger ist) als meisterhafte Zuhörer. Die kürzeren Stücke, die das Album abrundeten, seien nicht weniger eindringlich. Das Album sei zugleich eine Erinnerung daran, wie wichtig ECM für die Geburt einer kreativen, europäisch geprägten Improvisationsmusik war.
Thom Jurek meinte in Allmusic, wo Music for Two Basses mit fünf Sternen die Höchstbenotung erhielt, das Album stelle die beiden Bassisten „auf dem Höhepunkt ihres Könnens“ vor. Sie erkundeten nicht nur die Tonalität und die dynamischen und harmonischen Möglichkeiten, die sich mit zwei Kontrabässen ergeben, sondern auch die erweiterten Vorstellungen davon, wie die Stile und musikalischen Intuitionen der verschiedenen Spieler ineinandergreifen, anstatt gegeneinander zu arbeiten. Es gebe kein anderes Bass-Album wie dieses: „Über 30 Jahre nach ihrer Veröffentlichung ist es immer noch ein Klassiker, ein erstaunlicher Blick darauf, wie intim und instinktiv musikalische Kommunikation wirklich sein kann.“